# 130 mood: TRBL
130 mood: TRBL é o EP de estreia do cantor sul-coreano Dean. Foi lançado pela Joombas e pela Universal Music Group em 24 de Março de 2016.

## Fundo e lançamento
Em 21 de Março, Dean lançou o videoclipe de "Bonnie & Clyde", a primeira faixa do 130 Mood: TRBL, em que ele interpreta o papel de Clyde em uma reencenação de Bonnie and Clyde. Em 23 de março, um videoclipe de outra música, "D (Half Moon)", com Gaeko, foi lançado e um showcase foi realizado no Distrito de Gangnam, Seul. O EP de sete faixas foi lançado no dia seguinte, seu título em homenagem ao número de corrida '130', que James Dean havia pintado em seu carro, e que incorpora o mesmo espírito experimental que ele sente sobre a música. A sigla "TRBL" do título é uma estilização de 'trouble' (problema). O álbum destina-se a narrar uma história de amor através de suas faixas consecutivas e foi escrito e produzido por Dean junto com os colaboradores, com várias das faixas lançadas anteriormente como singles.

## Recepção critica
| Críticas profissionais | Críticas profissionais |
| Avaliações da crítica  | Avaliações da crítica  |
| Fonte                  | Avaliação              |
| ---------------------- | ---------------------- |
| IZM                    | 3.5 de 5 estrelas.     |
| The Star               | 8 de 10 estrelas.      |

O colunista da Billboard K-Town, Jeff Benjamin, descreveu a posição do álbum no chart da Heatseekers Albums incomum para um ato de K-pop e, especialmente, para um álbum de estreia. Ele disse que o álbum foi uma "impressionante estréia criativa que leva o R&B à frente no futuro com suas composições e colaborações – notavelmente a canção "Pour Up" com Zico do Block B, The Weeknd-regravando "21" e "What 2 Do" com a estrela coreana de R&B Crush e cantor de L.A., Jeff Bernat." O álbum foi colocado em 5º lugar na lista dos 10 melhores álbuns de K-Pop de 2016 da Billboard. A The Star deu ao álbum 8/10, e elogiou o álbum, dizendo que "acalma e atormenta", e é um "álbum de estréia impressionante." A Bandwagon deu ao Dean e ao álbum uma crítica positiva, dizendo: "Sua habilidade incrível em composição é mostrada em 130 Mood: TRBL. Sua futura produção de R&B é de primeira classe, e sua capacidade de escrever refrões memoráveis e melodias ressonantes está em plena exibição através do curto EP de sete faixas." A revista IZM elogiou os vocais de Dean e a melodia do álbum, especialmente a faixa "21", notando que seu talento atinge o máximo nessa faixa.

## Desempenho comercial
O EP ficou em 10º lugar no chart da Gaon Album Chart, Ficou em 3º lugar no chart da Billboard World Albums, e em 22º no chart da Billboard Heatseekers Albums, enquanto "Bonnie & Clyde" entrou no chart da World Digital Songs da Billboard em 12º lugar.

## Lista de músicas
| N.º            | Título                                    | Arranjo                                                      | Duração |  |
| 1.             | "And You? (outro)" (어때 (outro); eottae) | 2xxx!                                                        | 3:33    |  |
| 2.             | "Pour Up" (풀어; pul-eo; com Zico)        | Count Justice                                                | 3:36    |  |
| 3.             | "Bonnie & Clyde"                          | 2xxx!, Deanfluenza                                           | 1:53    |  |
| 4.             | "what2do" (com Crush, Jeff Bernat)        | JBird                                                        | 3:06    |  |
| 5.             | "D (half moon)" (com Gaeko)               | Hyuk Shin, Osinachi Nwanari, 2xxx!, Deanfluenza, Chek Parren | 3:34    |  |
| 6.             | "I Love It" (com Dok2)                    | B.A.M.                                                       | 3:27    |  |
| 7.             | "21"                                      | Reone, 2xxx!, Delly Boi, Deanfluenza, JBird                  | 4:13    |  |
| Duração total: | Duração total:                            | Duração total:                                               | 24:07   |  |

## Charts e vendas

### Weekly charts
| Chart (2017)                       | Posição |
| ---------------------------------- | ------- |
| Álbuns sul-coreanos (Gaon)         | 10      |
| Álbuns dos EUA (Billboard)         | 3       |
| EUA Heetseekers Albums (Billboard) | 22      |

### Sales
| Chart         | Vendas |
| ------------- | ------ |
| Coreia do Sul | 17,391 |

## Prêmios
| Ano  | Prêmiação                | Categoria             | Destinatário    | Resultado |
| ---- | ------------------------ | --------------------- | --------------- | --------- |
| 2016 | Mnet Asian Music Awards  | Song of the Year      | "D (Half Moon)" | Indicado  |
| 2017 | Korean Hip-Hop Awards    | Album of the Year     | 130 mood: TRBL  | Indicado  |
| 2017 | Korean Hip-Hop Awards    | R&B Track of the Year | "D (half moon)" | Venceu    |
| 2017 | 14th Korean Music Awards | Best R&B & Soul Album | 130 mood: TRBL  | Indicado  |
| 2017 | 14th Korean Music Awards | Best R&B & Soul Song  | "21"            | Indicado  |

## Histórico de lançamento
| Região        | Data                | Formato              | Gravadora                      | Ref    |
| ------------- | ------------------- | -------------------- | ------------------------------ | ------ |
| No mundo todo | 25 de Março de 2016 | CD, Digital download | Joombas, Universal Music Group | [ 18 ] |